# DP-Lager

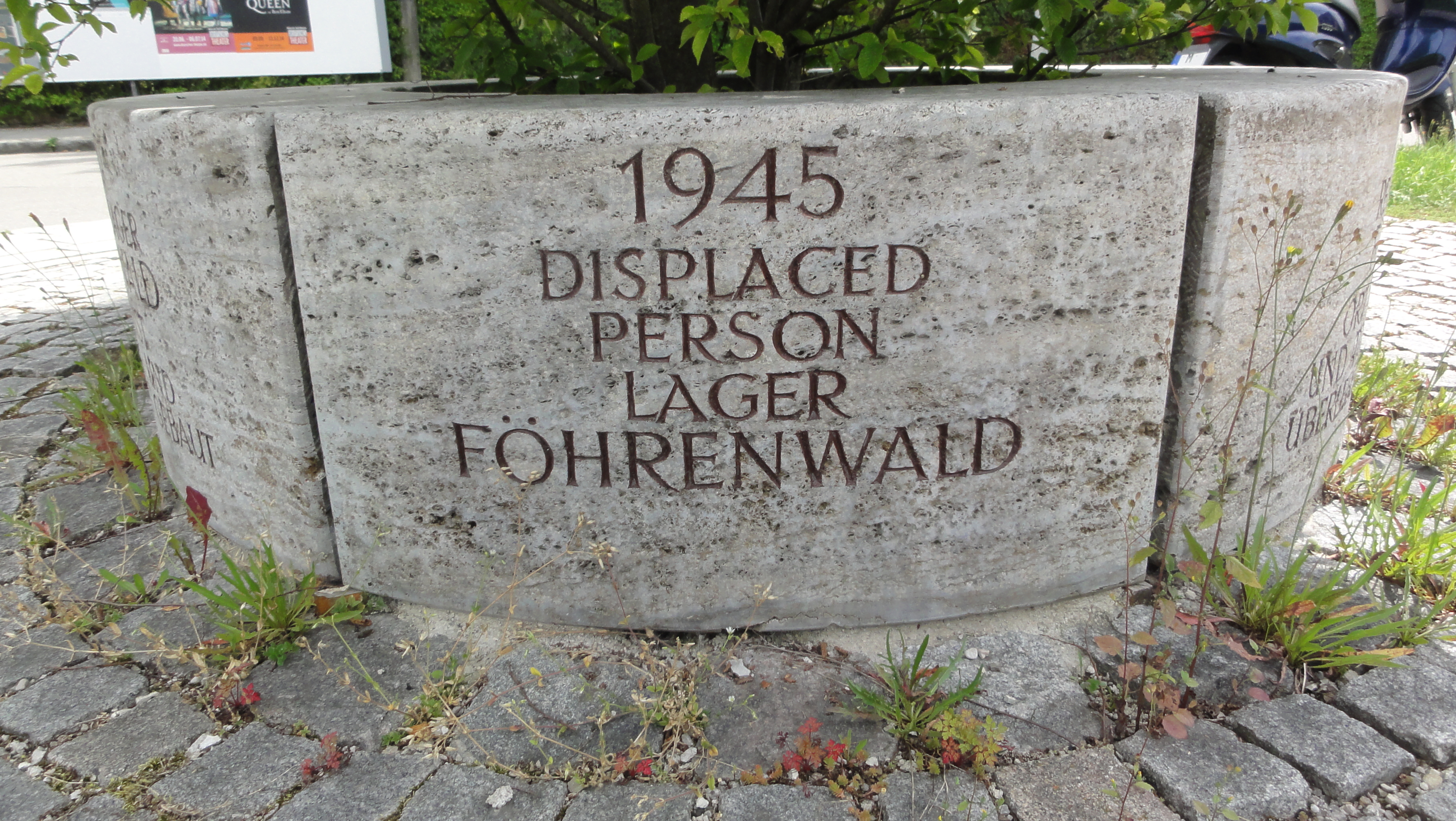
Denkmal zur Erinnerung an das DP-Lager Föhrenwald von Ernst Grünwald (1998)

DP-Lager (englisch DP Camps) waren Einrichtungen zur vorübergehenden Unterbringung von Displaced Persons (DPs) nach dem Ende des Zweiten Weltkriegs in Deutschland, Österreich, Frankreich und Italien.

## Geschichte

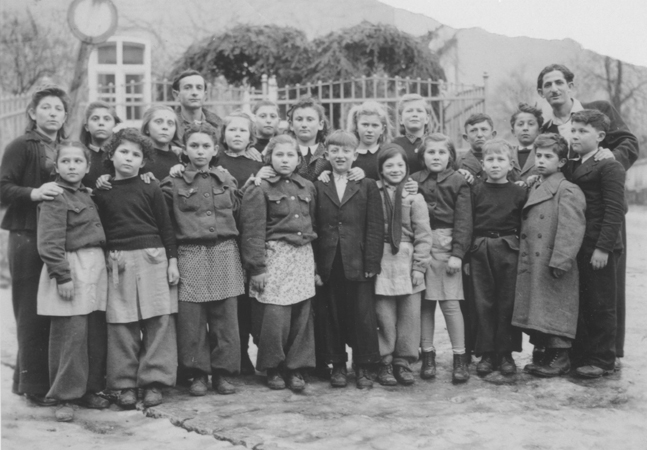
Schulkinder im DP-Lager Schauenstein 1946

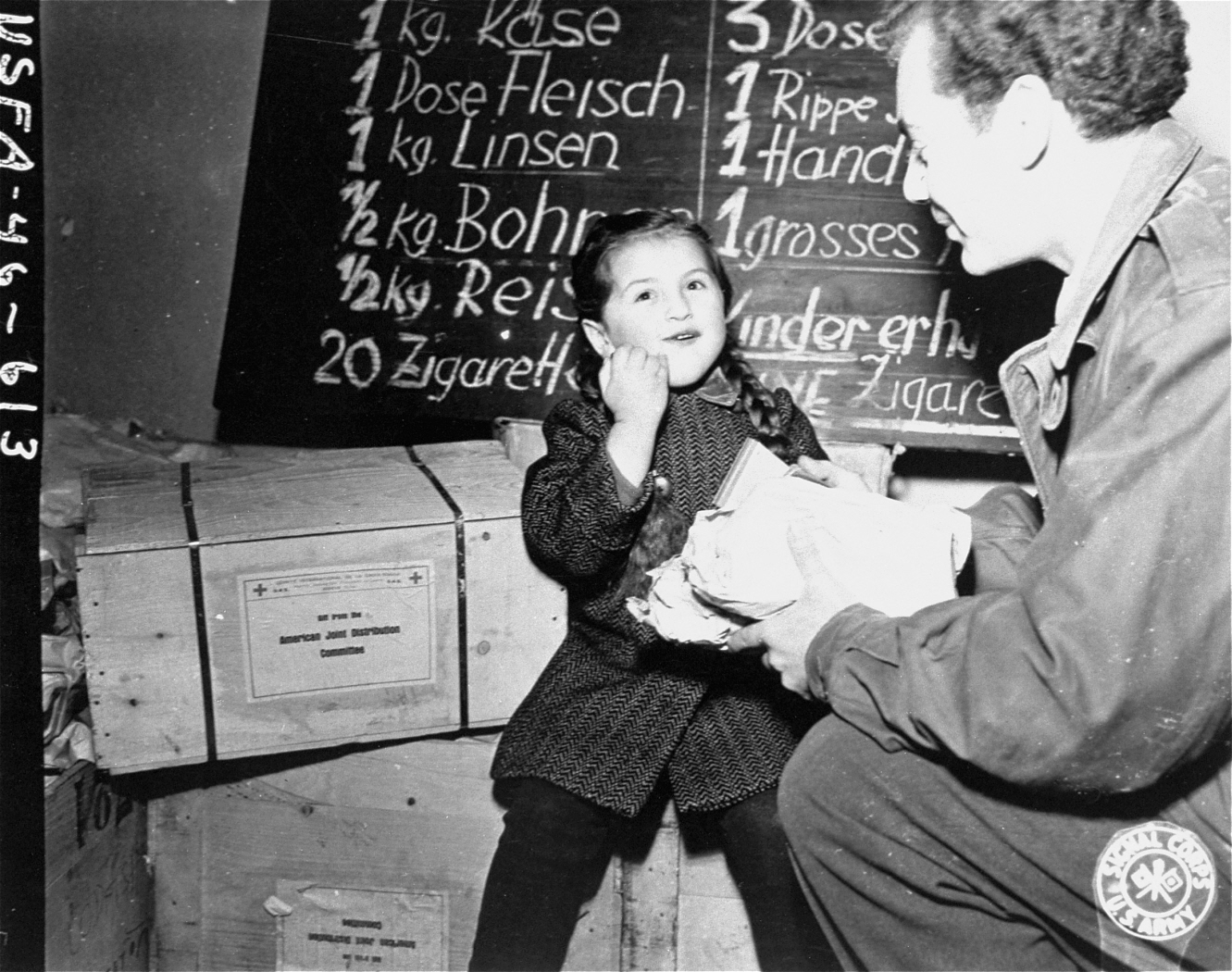
Amerikanischer Sozialarbeiter bei Flüchtlingskind, Wien 1945/46

Mitte 1943 schätzten die Alliierten die Zahl der displaced Persons in Europa auf 21 Millionen. Diese Menschenmenge müsste untergebracht, versorgt und in ihre Heimatländer gebracht werden. Sobald die militärische Situation vor Ort es zulassen würde, sollte eine zivile, internationale Organisation, die United Nations Relief and Rehabilitation Administration (UNRRA) auch die Rückführung organisieren. Im Nahen Osten, Ostafrika und Indien gab es zu dem Zeitpunkt schon Lager der Middle East Relief and Refugee Administration.
Nach dem Einmarsch der Alliierten 1945 befanden sich auf dem Gebiet des Deutschen Reiches zwischen 6,5 Millionen und 7 Millionen DPs. Unter diesem Begriff wurden Zivilisten verstanden, die sich infolge des Krieges nicht mehr in ihrem Herkunftsland befanden, aber nach den Vorstellungen des Hauptquartiers der alliierten Streitkräfte dorthin zurückkehren sollten. In der weit überwiegenden Mehrheit handelte es sich dabei um ehemalige KZ-Häftlinge, Zwangsarbeiter oder von den Nationalsozialisten angeworbene ausländische Arbeitskräfte, die sich in den nunmehr westlichen Besatzungszonen Deutschlands und Österreichs befanden.
In der Erklärung von Jalta hatten sich die Alliierten die Repatriierung der Kriegsflüchtlinge – die Rückführung von Flüchtlingen in ihr Heimatland – zum Ziel gesetzt. Bis Ende des Jahres 1946 konnten knapp sechs Millionen DPs in ihre Heimat zurückgeführt werden. Für ungefähr eine Million Menschen kam jedoch eine Rückkehr in ihre Heimat nicht in Frage. Dies waren vor allem ehemalige Zwangsarbeiter, die nicht in ihre von der Sowjetarmee besetzten Heimatländer zurückkehren wollten, jüdische Überlebende des Holocaust, die im Osten ihre gesamte Existenz verloren hatten, aber auch Osteuropäer und Balten, die freiwillig in der Wehrmacht gekämpft oder gearbeitet hatten, um die Unabhängigkeit ihrer Länder von der Sowjetunion zu erreichen, und nun Repressalien in ihren Heimatländern fürchteten.
Die Unterbringung und Versorgung einer derartig großen Anzahl von Menschen gestaltete sich schwierig. Die Militärverwaltungen in den drei westlichen Besatzungszonen betrauten daher die Hilfsorganisation UNRRA der Vereinten Nationen mit der Betreuung der Lager, die offiziell als assembly centers bezeichnet wurden. Für jedes Lager war ein UNRRA-Team verantwortlich. Es bestand in der Regel aus acht Verantwortlichen für unterschiedliche Bereiche der Lagerverwaltung und sechs Funktionsträgern (Koch, Krankenpfleger, Fahrer, Schreibkraft). Ab 1947 übernahm die Nachfolgeorganisation der UNRRA, die IRO die Verwaltung der DP-Lager.
Bereits mit dem Vorrücken der alliierten Streitkräfte nach der Landung in der Normandie wurden in Frankreich, Belgien und den Niederlanden viele Zwangsarbeiter und Fremdarbeiter befreit, die untergebracht und versorgt werden mussten. Die ersten vom SHAEF eingerichteten assembly centers befanden sich daher auch in diesen Ländern. Die überwiegende Mehrzahl der DP-Lager befand sich auf dem Gebiet der US-amerikanischen Besatzungszone. In der sowjetischen Besatzungszone wurden keine DP-Lager eingerichtet. Im Sinne einer möglichst raschen und reibungslosen Repatriierung wurden die Displaced Persons je nach Nationalität auf die DP-Lager verteilt. Für jüdische DPs wurden eigene DP-Lager eingerichtet, nachdem anfangs manche der jüdischen Verfolgten mit ihren früheren Peinigern, wie etwa baltischen oder ukrainischen Nazi-Kollaborateuren, in denselben Baracken hatten zusammenleben müssen. US-Militärrabbiner alarmierten die Öffentlichkeit über diese unhaltbaren Zustände, worauf der amerikanische Präsident Harry S. Truman im Sommer 1945 den Aufbau von eigenen Wohngebieten und Gemeinden für Juden anordnete.
Einer Anweisung des SHAEF vom 8. Mai 1945 zufolge, sollte die Wohlfahrt und Repatriierung der DPs höchste Priorität haben. Dies konnte bedeuten, DPs in deutschen Dörfern oder Kleinsiedlungen unterzubringen, und somit die vorherige deutsche Bevölkerung, wenn nicht anders möglich sogar in ehemalige Konzentrationslager zu evakuieren. Es sollte der Eindruck vermieden werden, dass die DPs nicht besser als KZ-Häftlinge behandelt würden, wenn man sie in überfüllte Lager steckte. Im Prinzip ginge es darum, für die DPs gegenüber den Deutschen bessere Lebensbedingungen zu ermöglichen. Dafür wurden ganze Dörfer und Siedlungen frei gemacht. Ein Ziel dieser Anweisung war es auch, die DPs aus sicherheitspolitischen Erwägungen in geschlossenen Siedlungen und getrennt von der deutschen Bevölkerung unterzubringen. Diese Anweisung sollte für drei Jahre gelten, wurde aber durch unterschiedliche Einflussnahmen unterschiedlicher Institutionen und Gruppen (Militärregierung, DPs, internationale Hilfsorganisationen und die entstehende deutsche Verwaltung) verändert. In der Praxis blieb die Räumung von Dörfern aber eine Ausnahme.
Als DP-Lager dienten vorwiegend bereits bestehende Einrichtungen, wie
- ehemalige Kasernen der Wehrmacht oder der SS,
- ehemalige Kriegsgefangenenlager,
- ehemalige Konzentrationslager und Unterkünfte für Zwangsarbeiter,
- requirierte private Wohnungen, Hotels oder Krankenhäuser.
- die Gemeinde Haren (Ems), die unter polnische Verwaltung gestellt wurde und dadurch als Ganzes zu einem DP-Lager wurde.[5][6][7]

Insbesondere die Unterbringung in Lagern, die zuvor den Nationalsozialisten gedient hatten, wie auch die schlechte Versorgung in den Lagern, verbitterten viele hier Untergebrachte. Die DPs in Bayern hatten anfangs – anders als ihre Leidensgenossen in Baden-Württemberg und Hessen – sehr unter dem Antisemitismus von George S. Patton zu leiden, der bis zum Herbst 1945 als Befehlshaber der 3. US-Armee auch Militärgouverneur in Bayern war. Für ihn sorgten die DPs für eine Beeinträchtigung der öffentlichen Ordnung, weshalb sie mit äußerster Strenge zu behandeln seien.

„Auf Patton ging es vor allem zurück, daß die im Umkreis von München eingerichteten Lager mit Stacheldraht und bewaffneten Posten nach außen abgeriegelt wurden. Die DP's durften das Lager nur aus triftigem Grund und mit Tagespaß verlassen. Unter Pattons ablehnender Einstellung den DP's gegenüber, zu deren Kontrolle er - bar jeglichen Feingefühls - neben Militärpolizei auch deutsche Polizei heranziehen ließ, litt die Ausstattung und Versorgung der Lager sehr.“

Unter Pattons Regime herrschten nach Wetzel anfangs vor allem in den großen Lagern Zustände, „die sich von den Verhältnissen in den deutschen Arbeits- und Konzentrationslagern der NS-Zeit nicht mehr sehr unterschieden“. Zudem veranlasste Patton, dass Gruppen von DPs gegen ihren Willen in Übergangslager zur Repatriierung nach Osteuropa verlegt wurden, was insbesondere für Juden fatale Folgen haben konnte, wie es sich nicht erst beim Pogrom von Kielce zeigen sollte. Viele dieser Zwangsrepatriierten kamen dann mit Unterstützung der Bricha illegal zurück und landeten meist abermals in der amerikanischen Besatzungszone.
Nachdem Patton im September 1945 in einem Interview die NSDAP als normale Partei bezeichnet hatte, wurde er von seinem Posten in Bayern abgezogen. Kurz zuvor war bereits der Harrison-Report veröffentlicht worden, der die teilweise unmenschlichen Bedingungen in den DP-Lagern offenlegte und auch konkrete Vorschläge für eine Verbesserung der Situation vorschlug. Seine wichtigsten Vorschläge waren die Aufhebung der Einteilung der DP-Lager nach Nationalitäten, die dazu geführt hatte, dass Juden mit nichtjüdischen Lagerinsassen zusammenleben mussten, die ihnen häufig feindlich gesonnen waren. Künftig sollten Juden einen Sonderstatus haben und nur noch mit Juden gemeinsam untergebracht werden. Außerdem sollte die Lagerverantwortung und -leitung künftig aus der Zuständigkeit der Armee an zivile Organisationen übergehen, in erster Linie an die UNRRA.

„Aufgrund der amerikanischen Reaktion auf den Harrison-Report konnten die oft katastrophalen Verhältnisse in den Lagern gründlich verbessert werden. Im Umkreis von München entstanden nun drei große rein jüdische Lager. Als erstes Lager nur für jüdische DP's war schon lange vor der Harrison-Mission Anfang Mai 1945 auf dem Gelände einer in der NS-Zeit für die Ausbildung einer künftigen nationalsozialistischen Elite eingerichteten Nationalpolitischen Erziehungsanstalt (Napola) bei Feldafing am Starnberger See ein Camp entstanden, in dem sich von Anfang an eine starke Autonomie der jüdischen Lagerverwaltung entwickelte. Feldafing gab deshalb auch das Vorbild für die UmOrganisation der anderen Lager im Sommer 1945 ab.
In Landsberg begann mit dem 24. September 1945 der Auszug der nichtjüdischen DP's, vier Wochen später war auch der Stacheldraht mnd um das Lager beseitigt. In dem seit Anfang Oktober rein jüdischen Lager entwickelte sich bald eine gute Zusammenarbeit zwischen amerikanischen Militärs (Lagerkommandant war Major Irving Heymont), den Vertretern der UNRRA, die nun einen Großteil der Verantwortung für
die Versorgung des Lagers übernahmen, und der jüdischen Selbstverwaltung unter Leitung von Samuel Gringauz, einem ehemaligen Richter aus Memel.“

Ab Dezember 1951 kamen die DP-Lager der US-amerikanischen und britischen Besatzungszonen in der 1949 neu gegründeten Bundesrepublik Deutschland unter bundesdeutsche Verwaltung und wurden zu Regierungslagern für heimatlose Ausländer erklärt. 1957 wurde das Lager Föhrenwald als letztes der DP-Lager der ehemaligen US-Besatzungszone aufgelöst. In der britischen Besatzungszone existierte das DP-Lager Wehnen bei Oldenburg noch bis 1959.

## DP-Lager in Deutschland (westalliierte Besatzungszonen)
Durch den Internationalen Suchdienst (ITS) wurden bis März 2014 etwas über 1800 DP-Camps oder DP living zones zusammengetragen, die sich auf den Gebieten der drei Westzonen und der Westsektoren Berlins befanden. Auf der Webseite wird allerdings auch darauf hingewiesen, dass kein abgeschlossenes Forschungsergebnis dokumentiert werde, sondern man mit der Seite zu weiteren Recherchen anregen wolle.
Aus jüdischer Perspektive betreibt das Nürnberger Instituts für NS-Forschung und jüdische Geschichte des 20. Jahrhunderts eine Webseite, auf der „Informationen über alle jüdischen DP-Camps und Communities in den westlichen Besatzungszonen nach 1945“ zusammengetragen werden.
Die nachfolgend aufgeführten Lager repräsentieren lediglich eine kleine Auswahl aus den beiden zuvor genannten Quellen.

### Standorte in der amerikanischen Besatzungszone

#### Baden-Württemberg
- Aglasterhausen: Internationales Kinderzentrum Aglasterhausen Children’s Center eingerichtet für 230 Kinder. In dem Kinderzentrum befanden sich überwiegend Kinder aus Polen, weitere aus Russland, Litauen, Estland, Lettland, Jugoslawien und anderen Staaten – unter ihnen auch jüdische Kinder.[12]
- Backnang: Ein Camp für 500 jüdische Menschen unterschiedlicher Herkunft.
- Bad Mergentheim: Das DP-Camp im Schloss nahm bis zu 1.300 Personen auf, die zum größten Teil aus Lettland waren.
- Böblingen: Zum Böblinger Camp zählten neben dem Lager in der Stadt für 1.721 Personen, die Lager des Landkreises Böblingen in Herrenberg, Sindelfingen Dätzingen – für ca. 600 überwiegend polnische Staatsangehörige – und das Lager in Unterjettingen.
- Dornstadt: In Dornstadt war für bis zu 900 Personen ausgelegt, überwiegend handelte es sich um Polen, daneben auch Esten. 1946/47 bestand im ehemaligen Fliegerhorst ein jüdisches DP-Kinderlager.
- Ellwangen: Das DP-Camp Ellwangen konnte mit bis zu 3.000 Personen, die meisten von ihnen polnischer Herkunft, belegt werden.
- Esslingen: Das Esslinger Lager war das größte DP-Camp mit lettischer Bevölkerung in der westalliierten Zone und war für 5.800 Personen ausgelegt.[13] Außerdem gab es ein kleines Camp für 200 Polen.
- Ettlingen: Das DP-Camp befand sich von Mai 1945 bis März 1951 in der ehemaligen Kaserne. Das Lager war eingerichtet für 2.000 Personen, die zum größten Teil aus Polen stammten. Das DP-Camp war häufig um mehrere hundert Männer, Frauen und Kinder überbelegt.
- Geislingen an der Steige: Estenlager in Wohngebieten für 4.350 Menschen.
- Göppingen: Der Fliegerhorst Göppingen bot Platz für 3.100 Menschen polnischer Herkunft.
- Heidenheim an der Brenz: Zeitweise waren in Heidenheim zwischen 1946 und 1949 mehr als 2.500 jüdische DPs untergebracht.[14]
- Karlsruhe: In der Forstner-Kaserne wurde ein Camp für bis zu 2.000 polnische, litauische, jugoslawische, lettische, estnische und ukrainische DPs eingerichtet. Im Ortsteil Knielingen existierte in der Rheinkaserne ein weiteres DP-Camp.
- Ludwigsburg: Hier befanden sich mehrere DP-Lager – in der Jägerhof-Kaserne, der Luitpold-Kaserne und der Karls-Kaserne – deren Existenz aber noch kaum erforscht ist. Die Lager nahmen Polen und Staatenlose auf und hatten eine Kapazität für 1.735 Personen.
- Mannheim: Neben dem großen DP-Lager in den späteren Turley Barracks für Mannheim und Nordbaden für bis zu 4.500 Personen gab es auch noch kleinere Einrichtungen für jüdische DPs.
- Pforzheim: In Breckenridge entstand ein DP-Camp für 1.758 Polen.
- Schwäbisch Gmünd: Artillery-Camp mit einer Kapazität von 1.300 Personen und Bismarck-Kaserne für 2.100 Personen polnischer Herkunft.
- Schwäbisch Hall: Die DPs befanden sich an drei unterschiedlichen Standorten, die insgesamt 1.953 Menschen aufnehmen konnten.
- Stuttgart
  - DP-Lager Stuttgart-West, ausgelegt für 1.373 jüdische Menschen. Größere Camps für Menschen unterschiedlicher Herkunft befanden sich u. a. in der Flandern-Kaserne und der Funker-Kaserne, eine Reihe weiterer Lager entstanden in den Stadtteilen Bad-Cannstatt, Hausen, Möhringen, Münster, Sillbuch, Vaihingen und Zuffenhausen.
  - DP-Lager Degerloch. Das Lager war vor allem als Erholungsheim für kranke und alte Menschen konzipiert worden.
- Ulm: DP-Camp an zahlreichen Standorten – Sedan-Kaserne für 1.500 Personen, Q.M. Backery für 1.200 Personen, die Bleidorn-Kaserne mit einer Kapazität für 250 Personen, alle überwiegend belegt mit polnischen DPs sowie Esten, Balten und einigen DPs aus anderen Ländern. Die Pulaskiego Donau-Bastion Kaserne, die Hindenburg-Kaserne, die Sedan Kaserne und die Boelcke-Kaserne nahmen jüdische DPs auf - mit einer Aufnahmekapazität von insgesamt 5.950 Personen.[15]
- Wasseralfingen: In der Steigäcker-Siedlung befand sich zwischen 1946 und 1950 ein Camp für jüdische DPs mit einer Aufnahmekapazität von 2.250 Personen.[16]
- Weinsberg: Das Lager konnte 1.730 Personen aufnehmen. Es handelte sich überwiegend um Polen und einige wenige mit anderer Staatsangehörigkeit.

#### Bayern

##### Dachau und Umgebung
Das KZ Dachau wurde am 29. April 1945 durch die US-Army befreit. Da im Lager aber das Fleckfieber wütete, verhängte die US-Army eine strenge Quarantäne und verboten den Lagerinsassen das Verlassen des Lagergeländes. Es gab aber noch weitere Gründe, weshalb die Gefangenen im Lager ausharren mussten. „Es herrschte erstens bis zur bedingungslosen Kapitulation Deutschlands am 8./9. Mai 1945 noch Krieg. Zweitens mussten Vergangenheit und Haftgründe der Lagerinsassen genau überprüft werden (im Lager waren nämlich auch ehemalige Angehörige der Waffen-SS untergetaucht). Und drittens machten im Krieg zerstörte und unterbrochene Verkehrswege eine Rückkehr unmöglich. Manchen Gefangenen blieb auch die Heimat verschlossen, weil sich dort die politischen Verhältnisse geändert hatten und eine Heimkehr für sie nicht ratsam war.“:S. 70 Diese Übergangsperiode für die DPs endete im Juli 1945. Sie wurden repatriiert – vielfach auch zwangsrepatriiert – oder in andere Lager verlegt. Ab Juli 1945 wurde aus dem ehemaligen Konzentrationslager das Internierungslager Dachau für NS-Kriegsverbrecher und KZ-Personal, das dann ab 1948 als Flüchtlingslager genutzt wurde. Gleichzeitig entstanden aber in und um Dachau herum mehrere DP-Einrichtungen, häufig auch in einem der zahlreichen Außenlager des KZ Dachau und des KZ-Außenlagerkomplexes München-Allach (BMW).
- Dachau: Kibbuz Bialik auf dem Liebhof[20]
- Karlsfeld: Während die unter dem NS-Regime existierenden Lager in und um Karlsfeld weitgehend bekannt und erforscht sind[21]:S. 110 ff., herrscht in Bezug auf die DPs, die nach ihrer Befreiung teils in diesen Lagern und an anderen Orten in und um Karlsfeld unterkommen mussten, weniger Klarheit. Auf der Webseite des Haus der Bayerischen Geschichte findet sich lediglich der Hinweis, dass in Karlsfeld „nach Kriegsende [..] zahlreiche Flüchtlinge, Heimatvertriebene, Evakuierte und Displaced Persons (viele ehemalige Häftlinge aus dem KZ Dachau)“ gelebt hätten[22], und in einer Machbarkeitsstudie Dokumentationsstrategie KZ-Außenlager Allach wird Karlsfeld über dreißigmal in Zusammenhang mit Lagern aus der NS-Zeit erwähnt, aber niemals im Zusammenhang mit einem DP-Lager.[23]
Das Alphabetisches Verzeichnis der DP-Lager in der US-Zone Deutschlands der Arolsen Archives kennt ein DP-Camp Karlsfeld; mehr als das Eröffnungsdatum 11. Dezember 1945 ist dort aber nicht ersichtlich.[24] Petra Röhrle weiß aus dieser Zeit unmittelbar nach der Befreiung zu berichten: „Die Karlsfelder Gemeindekanzlei in der Grünlandstraße in der Rothschwaige wurde von ehemaligen KZ-Häftlingen als Unterkunft genutzt, wobei auf Akten und Mobiliar keine Rücksicht genommen wurde; das Gut Rothschwaige, deren Besitzer nach einer kurzzeitigen lnternierung im »Hörhammerbräu« bei Verwandten unterkamen, wurde in dieser Zeit von befreiten Häftlingen besetzt und geplündert. Nach zwei Wochen schritt die Militärverwaltung ein und beendete die Besetzung, die Besitzer kehrten auf den Hof zurück.“ Auf der nächsten Seite erwähnt Röhrle ein Assembly Center das in Karlsfel parallel zu dem in Wagenried (siehe unten) eingerichtet worden sei, „dessen Standort [aber] nicht zu rekonstruieren ist“.[21]:S. 116 f Aufgrund zahlreicher Vorkommnisse galt Karlsfeld in der unmittelbaren Nachkriegszeit für die Militärregierung „als danger area of the Kreis“[21]:S. 119
Während also die Situation der DPs in Karlsfeld selber weitgehend unklar ist, gibt es zumindest über zwei DP-Einrichtungen in der Gemarkung von Karlsfeld mehr Informationen.
  - Durchgangslager Dachau-Rothschwaige. „Im Sommer 1944 übernahmen die Organisationen Todt (O.T.) und SS das Durchgangslager Rothschwaige (Dulag) als Arbeitslager für jüdische KZ-Häftlinge. Das Lager war bis dahin als Unterkunft für ankommende Fremdarbeiter/-innen als Quarantänelager und später um eine Geburtsklinik für die Niederkunft schwangerer Ausländerinnen erweitert worden.“[25]. Das Dulag Rothschwaige, das sich auf dem Gelände des KZ-Außenlagers Rothschwaige befand, ist auch ein Beispiel für die sich besonders in Bayern häufig überschneidende Geschichte der DPs und der Deutschen Vertriebenen aus Mittel- und Osteuropa 1945–1950. „Zum 1. September 1945 übergab sie [die UNRRA] das Dulag Rothschwaige der deutschen Zuständigkeit und brachte die dort seit der Befreiung noch verbliebenen DPs in andere DP-Lager. Anschließend kamen zunächst vor allem ukrainische Volksdeutsche ins Lager, dann lebten auch wieder DPs hier, bis es am 1. April 1946 zum Regierungsdurchgangslager für Flüchtlinge bestimmt wurde. Schon im Mai 1945 begann die Militärregierung in erheblichem Ausmaß mit der Repatriierung der DPs. Gemäß der Vereinbarung der Westalliierten mit der SU wurden zunächst vor allem sowjetische Staatsangehörige repatriiert, aber auch Angehörige west- und osteuropäischer Staaten; allein aus dem Dulag Rothschwaige wurden 1000 ungarische DPs nach Ungarn gebracht.“[21]:S. 117 In einem Teil des Dulag Rothschwaige bestand auch ein Hilfskrankenhaus für die DPs.[21]:S. 118
Nach einer Zwischennutzung des Dulag Rothschwaige als Flüchtlingslager kamen nach der Umsiedlung der Flüchtlinge in eine Wohnsiedlung in Dachau-Ost im Februar 1949 457 DPs aus 18 europäischen Ländern nach Rothschwaige. Sie kamen aus dem aufgelösten IRO-Lager DP-Lager Luitpoldkaserne in München.[21]:S. 121[26]
2014 gab es zum zweiten Mal Proteste gegen die vom damaligen Ministerpräsidenten Horst Seehofer unterstützten Pläne, auf dem Dulag-Gelände eine Flüchtlingsunterkunft zu errichten.[27]
  - Kibbuz Nizanim auf dem Gut Rotschwaige. Dieser Standort hat nichts mit dem Dulag Rothschwaige zu tun und befindet sich etwa 1,5 km von diesem entfernt. „Am Rande Dachaus auf einem Gehöft im Ortsteil Rothschwaige wurde zur Vorbereitung auf die Auswanderung nach Israel ein Kibbuz eingerichtet (Kibbuz Nizanim), auf dem junge Leute Grundkenntnisse von Ackerbau und Viehzucht erhielten. Im Frühjahr 1948 wurde dieser Kibbuz aufgelöst, die jüdischen Bauernschüler machten sich auf den Weg nach Israel.“[28][29]
- Jüdische DP-Gemeinde in Dachau. „Nach 1945 entstand in Dachau ein Lager für jüdische Displaced Persons (Dachau - Jüdische DP-Gemeinde - Jewish DP Community - Jewish Committee Dachau), das heißt für Überlebende von Konzentrationslagern und andere erst 1946/47 auf Grund neuer Pogrome in Polen und anderen osteuropäischen Staaten geflüchtete jüdische Menschen. Das Zentrum des Lagers war in der Frühlingstraße 4 (Café Alt Dachau) und im Gasthaus "Unterbräu" ("Jewish Culture Home Dachau"). Die Vorsitzenden waren Joel Sack und Isidor Seligmann. An kulturellen und religiösen Einrichtungen gab es eine Volksschule, ein Jüdisches Kulturhaus, eine Bibliothek, eine Religionsschule und eine Koschere Küche. Im Dezember 1945 wurden 110 Lagerbewohner gezählt, im März 1946 191, im September 1947 308, Januar 1948 (Höchstzahl von 321), im Oktober 1948 209, im März 1949 189, im März 1950 111 und im Februar 1951 78. Auf Grund der starken Abwanderung (insbesondere nach Gründung des Staates Israel im Mai 1948) wurde das Lager 1951 geschlossen.“[28][30]
- Eisolzried: Kibbuz Haschomer ha Jarden auf dem Deininger Hof[31]
- Kloster Indersdorf: Jüdisches Kinderlager im Kloster Indersdorf
- Wagenried: Assembly-Center Wagenried. Die von der UNRRA betreute Einrichtung existierte zwischen Januar und Jahresmitte 1946.[32] Im November 1945 lebten hier 450 DPs.[21]:S. 117

##### München
„Für München ist die genaue Zahl an DPs schwer zu rekonstruieren, auch deshalb, weil nicht alle durch die Alliierten registriert wurden. Für die unmittelbare Nachkriegszeit ist jedoch von über 100.000 Personen mit DP-Status auszugehen, die sich in der Landeshauptstadt aufhielten. Ein Grund für diese hohe Zahl war die vormalige Omnipräsenz von Zwangsarbeit in München und Umgebung.“
- Bogenhausen: Hier befand sich kein DP-Lager, aber rund um die Möhlstraße in Altbogenhausen ein für in München und Umgebung lebende jüdische DPs wichtiges Zentrum, das sich zu deren Lebensmittelpunkt entwickelte und in dem viele Hilfsorganisationen für DPs ihren Sitz hatten.[33]
- Deutsches Museum. Hier befand sich ein DP-Lager und von Februar 1946 bis Mai 1947 die eigens für DPs eingerichtete UNRRA-Universität München[34]
- Resettlement-Center Funkkaserne. „Die Funkkaserne wurde zwischen 1936 und 1938 als Luftwaffen-Nachrichtenkaserne errichtet. Nach Ende des Zweiten Weltkriegs beherbergte sie bis 1955 eine Unterkunft für sogenannte „Displaced Persons“, [..] vor allem ehemalige Zwangsarbeiterinnen und Zwangsarbeiter. Anschließend wurde die Kaserne bis 1992 von der Bundeswehr genutzt.“[35]
Als Ausweichquartier für die überbelegte Funkkaserne wurde die
- Ernst-von-Bergmann-Kaserne von April 1948 bis April 1950 ebenfalls als DP-Lager benutzt und auch als Durchgangs- und Auswanderungslager Warner Kaserne bekannt.
- Neu Freimann: DP-Lager Neu-Freimann (auch bekannt als UNRRA-Lager Kaltherberge).[36]
- DP-Lager Allach im ehemaligen KZ-Außenlagerkomplex München-Allach (BMW)[37] Siehe auch: Siedlung Ludwigsfeld.
- DP-Lager in der Luitpoldkaserne. Die Informationen über dieses Lager sind rar. Bei Christian Höschler findet sich der Hinweis, dass im Februar 1946 vom US-Militär zahlreiche ehemalige Soldaten der königlich-jugoslawischen Armee (Ex-RAMPs = Ex-Recovered Allied Military Personnel) verhaftet worden seien, „die als DPs in der Luitpoldkaserne in München untergebracht waren. In einer offiziellen Erklärung hieß es, man habe „the core of the movement to form a ‚royal Yugoslav‘ army in Bavaria in support of King Peter“ zerschlagen. Hunderte Ex-RAMPs, die im Herbst 1946 nach Bad Aibling verlegt wurden, waren zuvor in besagter Luitpoldkaserne untergebracht gewesen.“[38]:S. 28 f Wie oben schon erwähnt (siehe Dachau und Umgebung: Durchgangslager Dachau-Rothschwaige), wurde das DP-Lager in der Luitpoldkaserne im Februar 1949 aufgelöst und die verbliebenen DPs in das Dulag Rothsschwaige verlegt. Da diese nach Rothschwaige verlegten 457 DPs aus 18 europäischen Ländern kamen, dürften die von Höschler erwähnten Ex-RAMPS zu dem Zeitpunkt keine Rolle mehr gespielt haben.

##### Übriges Bayern
- DP-Lager Ainring
- Altenstadt
- Ansbach. Hier existierten zwei DP-Lager: Der Kinder-Kibbuz von Ansbach (siehe: IRO-Children’s Centers) und ein weiteres DP-Camp in der Bleidorn-Kaserne
- Aschaffenburg: DP-Camp in der Lagarde-Kaserne. Hier waren vor allem ukrainische DPs untergebracht.[39] Es gibt Hinweise darauf, dass sich in fünf weiteren Aschaffenburger Kasernen DP-Lager befunden haben.[40]
- Aschbach im Landkreis Bamberg: DP-Lager und Kibbuzgemeinschaft „Laejwer Hajardejn“
- Augsburg: Camp Hochfeld, Camp Haunstetten sowie weitere DP-Camps in ehemaligen Wehrmachtskasernen (u. a. Infanteriekaserne, Sommekaserne, Flakkaserne)
- Bad Aibling: DP-Lager und Children’s Village Bad Aibling
- Bad Reichenhall: Im jüdischen DP-Lager Tikwa, das von 1946 bis 1949 bestand, lebte zeitweilig fast 6.000 Menschen. Unter dem Titel Der Morgen erschien von Januar bis September 1947 eine eigene Zeitung.[41]
- Bamberg: DP-Lager Bamberg
- Bayreuth: In Bayreuth existierten drei DP-Lager: Prinz-Leopold-Camp, Sankt-Georgen-Camp und Flößanger-Camp. (Siehe auch: Prinz-Leopold-Camp im Bayreuther Kasernenviertel.)
- Bindlacher Berg: DP-Lager Bindlacher Berg
- Cadolzburg: DP-Lager Pleikershof und Kibbuz Nili[42]
- Deggendorf: DP-Lager Deggendorf[43]
- Dillingen, Luitpoldkaserne und Ludwigkaserne
- Feldafing: DP-Lager Feldafing
- Fürth: DP-Lager Finkenschlag & DP-Lager Hardhöhe[44]
- Gauting: Lager Gauting für tuberkulosekranke DPs (bis 1951)[45]
- Ingolstadt: Das DP Camp Inventory der Arolsen Archives verzeichnet 21 Ingolstadt direkt betreffende Einträge, darunter auch ein Vocational Training Center.
- Königsdorf: Hochlandlager
- Landsberg am Lech: Saarburgkaserne und Das jüdische DP-Lager und Hospital in Sankt Ottilien[46]
- Landshut: Das DP-Transitlager Landshut diente als Auffanglager für zehntausende jüdischer Flüchtlinge, die nach den antisemitischen Übergriffe in Polen in den Westen drängten. Zu ihrer Unterbringung entstand eine riesige Zeltstadt, die zwischen Ende August und Anfang Oktober 1946 von etwa 11.500 Menschen durchlaufen werden musste, bevor sie in anderen DP-Lagern in der amerikanischen Besatzungszone untergebracht werden konnten. Ein größerer Zielort war das extra zu ihrer Unterbringung eingerichtete DP-Lager Babenhausen in Hessen.[47]
- Lauingen (Donau): DP-Lager Lauingen. Laut dem DP-Camp Verzeichnis der Arolsen Archives handelte es sich um Lager für lettische, polnisch-ukrainische und staatenlose DPs, das von Januar 1946 bis Jahresende 1946 bestand.[48]
- Leipheim: DP-Lager Leipheim[49]
- Mittenwald: DP-Lager Pionier-Kaserne & Luttensee-Kaserne
- Neuburg an der Donau. DP-Lager in Neuburg (siehe auch: Vocational Training Center)
- Nürnberg-Langwasser: Valka-Lager
- Oberschleißheim: Das DP-Lager Schleißheim-Feldmoching[50] ist auch als DP-Lager Schleißheim-Frauenholz bekannt.[51]
- Pocking: DP-Lager Pocking
- Regensburg: DP-Lager Ganghofer-Siedlung.
- Rosenheim: Displaced Persons in Rosenheim. Neben Erwachsenen waren in Rosenheim vor allem Kinder und Jugendliche in einem Children’s Center untergebracht.
- Uffenheim: DP-Lager Uffenheim. Laut dem DP-Camp Verzeichnis der Arolsen Archives handelte es sich um Lager für jüdische DPs, das von Oktober 1946 bis August/September 1947 bestand.[52]
- Wasserburg am Inn: DP-Lager Gabersee und DP-Lager Attel
- Wolfratshausen: Lager Föhrenwald

#### Berlin
- Berlin-Mariendorf: Mariendorf-Bialik-Center
- Berlin-Düppel: Düppel Center. Das Lager war auch bekannt unter dem Namen DP Camp Schlachtensee.[53]
- Berlin-Wittenau: DP-Lager Wittenau

#### Bremen
- Bremen: Camp Grohn
- Bremen: Camp Lesum
- Bremen: Camp Tirpitz

#### Hessen
Das Landesgeschichtliche Informationssystem Hessen (LAGIS) berichtet auf seiner Webseite von 29 von der UNRRA betreuten DP-Lagern in Hessen.
- Allmendfeld
- Arolsen: Neben dem auf mehrere Standorte in Arolsen verteilten ITS-Employees-Camp, in dem DPs untergebracht waren, die für den ITS arbeiteten, gab es noch bis 1949 ein Vocational Training Center.
- Babenhausen: DP-Lager Babenhausen
- Bensheim: Die DP-Lager von Bensheim
- Butzbach: DP-Lager Schloss-Kaserne
- Cornberg: DP-Lager Cornberg
- Darmstadt
  - DP-Lager in der Cambrai-Fritsch-Kaserne
  - DP-Camp No. 2 im Schulzentrum Marienhöhe
- Dieburg: DP-Lager Dieburg
- Eschenstruth: DP-Lager Rochelle
- Eschwege: Fliegerhorst Eschwege auf Schloss Wolfsbrunnen und in Schwebda, wo sich ein Children’s Center befand.
- Frankfurt am Main: Neben dem überwiegend mit jüdischen DPs belegten DP-Camp Zeilsheim diente in Frankfurt-Höchst „die ab 1922 zur Unterbringung französischer Besatzungssoldaten (alliierte Rheinlandbesetzung) errichtete und während der NS-Zeit zu verschiedenen Zwecken genutzte Kaserne an der Herbesthaler Straße als Durchgangslager für polnische Displaced Persons. Sie wurde von der amerikanischen Besatzungsmacht betrieben.“[54] Für weitere DP-Lager in Frankfurt siehe das ITS-Verzeichnius der DP-Camps oder DP living zones.
- Fritzlar: Watter-Kaserne und Fliegerhorst
- Gießen: DP-Lager Berg-Kaserne und Camp Smith. Beim Camp Smith handelte es sich um das Ukrainian Labor Camp.[55]
- Hanau: Das DP-Lager Hanau erstreckte sich über das Gelände von drei Kasernen im Hanauer Stadtteil Lamboy und wurde von mehr als 10 000 Menschen aus etwa 20 verschiedenen Ländern durchlaufen.[56]
- Hattenhof (Neuhof): Kibbuz Buchenwald
- Heppenheim
- Hessisch Lichtenau
- Kassel. Die Übersicht der Arolsen Archives weist für Kassel 16 Standorte auf[57], während das LAGIS drei Lager für DPs benennt: Hasenecke, Jägerkaserne und Möncheberg[54]
- Lampertheim: DP-Lager Lampertheim[58]
- Lindenfels war Standort eines Children’s Centers
- Schwarzenborn: Truppenübungsplatz Schwarzenborn
- Stadtallendorf: Sprengstoffwerke Allendorf und Herrenwald
- Wetzlar
- Wiesbaden: DP-Lager in Wiesbaden befanden sich sowohl in Kasernen, als auch in einem ehemaligen Altersheim der Jüdischen Gemeinde
- Wildflecken
- Ziegenhain: Trutzhain (ehemaliges Stammlager IX A)

Unter Berufung auf Dokumente aus den Arolsen Archives heißt es bei Isabel Panek, „dass im Dezember 1949 nur noch 2859 DPs in ganz Hessen lebten. Neben dem ITS-Employees-Camp in Arolsen gab es nur noch ein weiteres DP-Camp in Hanau sowie drei Einrichtungen, die speziell für Repatriierungs- und Emigrationsangelegenheiten eingerichtet worden waren: ein Control Center in Hanau, ein Resettlement Center in Butzbach und ein Repatriation Center in Babenhausen.“
Nachdem 1951 die administrative Zuständigkeit für das DP-Lager Föhrenwald auf die Bundesrepublik übergegangen war und schließlich die Räumung des DP-Lagers zugunsten des katholischen Siedlungswerks erfolgte, das die Häuser fortan für Heimatvertriebene aus dem Sudetenland nutzte, wurden 1956/57 von den dort noch verbliebene rund 800 DPs und ihre Familien 125 nach Frankfurt umgesiedelt. In der dortigen Waldschmidtstraße, im ehemals stark jüdisch geprägten Frankfurter Ostend, fanden vorwiegend jüdische Überlebende aus dem Osten Europas, die ursprünglich nicht im Land der Täter bleiben wollten, denen aber aus gesundheitlichen, finanziellen oder beruflichen Gründen eine Auswanderung nicht möglich gewesen war, Unterkunft in zwei neu errichteten Wohnblocks. In den Häusern in der Waldschmidtstraße leben bis heute Nachfahren der ehemaligen Föhrenwald-DPs. 2017 thematisierte eine Ausstellung im Hochbunker an der Friedberger Anlage in Frankfurt, dem früheren Standort der Synagoge Friedberger Anlage, den Weg der jüdischen DPs von Föhrenwald nach Frankfurt.

#### Thüringen
Thüringen wurde zwischen dem 1. und dem 16. April 1945 von den Amerikanern besetzt und zum 1. Juli 1945 an die sowjetische Militärverwaltung übergeben. Während dieser Zeit existierten auch hier DP-Camps.
- DP-Camp Buchenwald im ehemaligen KZ Buchenwald. Nach der Übergabe Thüringens an die Sowjets wurde das DP-Camp Buchenwald „in ein ‚Repatriierungslager‘ unter sowjetischer Leitung umgewandelt und im Oktober 1945 aufgelöst“.[63]
Im Juni 1945 gründeten Jugendliche aus dem DP-Camp Buchenwald auf einem Hof in Eggendorf bei Weimar den Kibbuz Buchenwald. Da auch sie nicht unter sowjetischer Verwaltung leben wollten, wichen sie bereits kurze Zeit später auf den Gehringshof im Landkreis Fulda aus, wo sich schon seit 1929 eine Hachschara-Stätte befunden hatte. Von den jetzt hier lebenden DPs gingen in der Folge viele nach Palästina und nach 1948 nach Israel, wo sie erneut einen Kibbuz Buchenwald gründeten, der allerdings später den Namen Netzer Sereni erhielt. Dieser Kibbuz wurde 1999 aufgelöst.[63][64]
- DP-Camp Dora im KZ Mittelbau-Dora: „Im Mai 1945 waren hier über 20.000 befreite Zwangsarbeiter:innen und einige Hundert KZ-Überlebende untergebracht. Mitarbeiter der UNRRA kümmerten sich um Waisenkinder, deren Eltern als Zwangsarbeiter:innen oder KZ-Häftlinge ums Leben gekommen waren.“[63]

### Standorte in der britischen Besatzungszone

#### Hamburg
„1945 wurden von den britischen Streitkräften in Hamburg ca. 100.000 nichtdeutsche Zwangsarbeiter, Kriegs- und KZ-Gefangene befreit. Einige tausend dieser Displaced Persons genannten Menschen blieben in Hamburg und lebten in Wohnlagern unter britischer Verwaltung. Ende 1945 bestanden 14 größere solcher Lager, 1950 noch sechs.“
- Hamburg kurzzeitig das Internierungslager Neuengamme
- Camp Fischbeck
- DP-Camp Zoo[66]

#### Niedersachsen
- Atter bei Osnabrück (Lager Eversheide)[67]
- DP-Camp Bergen-Belsen
- Burgdorf
- Emden
- Emslandlager. Hier existierten 15 Lager für polnische DPs und ein Lager für DPs aus dem Baltikum. Ein polnisches Lager befand sich in
  - Haren (Ems). Die Stadt lag in der Polnischen Besatzungszone und wurde Ende Mai 1945 von der deutschen Bevölkerung geräumt. Danach lebten hier unter dem Namen Maczków, benannt nach dem polnischen General Stanisław Maczek, bis September 1948 polnische DPs.[68]
- DP-Lager Meerbeck bei Stadthagen, 1945–1948. Das Dorf selbst wurde als Lager eingerichtet, die einheimische Bevölkerung wurde in die Nachbarorte evakuiert.
- DP-Lager Moringen im ehemaligen KZ Moringen
- DP-Lager Wehnen (Oldenburg)
- Wilhelmshaven: Sengwarden
- Heidenau

#### Nordrhein-Westfalen
Der Aufsatz von Stefan Schröder über „Displaced Persons“ im Rheinland enthält eine Tabelle mit den DP-Lagern in Westfalen und im Rheinland und den entsprechenden Belegungszahlen.
- Augustdorf: DP-Lager Augustdorf[70]
- Bocholt: Stadtwaldlager Bocholt
- Brauweiler: Von März 1945 bis Herbst 1949 befand sich ein großes DP-Lager in der Abtei Brauweiler
- Haltern am See. Das DP-Lager befand sich im neuen Stadtteil Halterns (das sog. „Neue Viertel“), das innerhalb kürzester Zeit von den Anwohnern unter Zurücklassung der gesamten Habe zwangsgeräumt wurde.[71]
- Solingen

#### Schleswig-Holstein
„In Schleswig-Holstein wartete auf die Briten eine immense Aufgabe. Tausende „DiPis“ sollten sich in Sammelzentren einfinden. Dort galt es, sie ärztlich zu untersuchen, notdürftig unterzubringen, zu versorgen und für die Heimreise vorzubereiten. In SH dürfte ihre Zahl zum Ende des Krieges deutlich über 200.000 gelegen haben. Als die Briten am 18. Juli 1945 zählen ließen, gab es noch 130.255 „DPs“. 75.972 davon waren Polen, 11.986 Italiener, 4.809 Jugoslawen, 4.629 Russen, 236 Niederländer, 159 Dänen, 129 Franzosen, 63 Belgier sowie 32.859 „Andere“. Zur letzten Gruppe gehörten vor allem Esten, Letten, Litauer und Ukrainer. Die Momentaufnahme zeigt: Die vermutlich ursprünglich größten Gruppen der sowjetischen wie auch die der „DPs“ aus westlichen Ländern waren zu diesem Zeitpunkt durch die Repatriierung bereits auf kleine Reste zusammengeschmolzen.“

- Eckernförde (DP-Sammellager 1206)
- DP-Lager Jägerslust
- Lübeck (Lager Pöppendorf und Am Stau, Meesenkaserne, Artilleriekaserne, Cambrai-Kaserne)
- Neustadt in Holstein: Laut den Arolsen Archives existierte hier das DP-Camp Wieksberg, das sich vermutlich auf dem Gelände der früheren U-Boot-Schule befand.[73] In dem Lager sollen sich etwa 4.000 Menschen aufgehalten haben; 130 von ihnen sind auf dem Evangelischen Friedhof der Stadt beerdigt, darunter 57 Balten und 73 aus anderen osteuropäischen Ländern.[73][74]
In einem Dokument vom 19. Mai 1947 schlägt der ORT der UNRRA die Einrichtung einer Schule für seemännische Berufe (School for maritime trades) vor, an der innerhalb des DP-Lagers „initally 250 to 300 Jewish D.Ps and 10% to 15% Baltic D.Ps“ im Alter zwischen 17 und 25 Jahren ausgebildet werden sollten.[75] Ob diese Planung verwirklicht wurde, lässt sich nicht verifizieren.

### Standorte in der französischen Besatzungszone
In der französischen Besatzungszone waren zumindest in folgenden Orten jüdische DP-Camps:
- Berlin-Wittenau: DP-Lager Wittenau[76]
- Biberach-Jordanbad
- Gailingen
- Kißlegg
- Lindau
- DP-Lager Niederlahnstein

### UNRRA- und IRO-Children’s Centers
Nach dem Ende des Zweiten Weltkriegs irrten „Tausende von rassisch oder politisch verfolgten Jungen und Mädchen, entweder Waisen oder Kinder, die von ihren Eltern getrennt“ worden waren, „auf dem Gebiet des ehemaligen Deutschen Reiches umher“. Tobias und Schlichting sprechen von 25.000 Kindern und Jugendlichen bis 18 Jahre, die „während des Krieges im sowjetischen Exil, im Untergrund oder als Partisanen in den Wäldern überlebt [hatten]. […] Insbesondere dieser Personenkreis war schwer traumatisiert, kannte kaum soziale Verantwortung und gefestigte Moralvorstellungen, hatte weder Kindergarten oder eine Schule besucht und keine Lehre absolviert. Kurzum: Das Verhalten der jüdischen Jungen und Mädchen unterschied sich aufgrund ihrer Erlebnisse während der Verfolgung fundamental von dem anderer Kinder gleichen Alters.“:S. 8–9
Diesen in der heutigen Terminologie traumatisierten Kindern und Jugendlichen wieder zu einer Lebensperspektive zu verhelfen, war die Aufgabe der über zwei Dutzend Children’s Centers, die in der US-amerikanischen Besatzungszone eingerichtet wurden, so zum Beispiel:
in Baden-Württemberg
- im schwäbischen Dornstadt
- im badischen Schwarzach befand sich das Internationale Kinderzentrum Aglasterhausen.[79] Die von 1945 bis vermutlich November 1948 bestehende Einrichtung befand sich imSchwarzacher Hof und verdankte ihren Namen der Tatsache, dass, „sich in der nur wenige Kilometer entfernten Gemeinde Aglasterhausen die Bahnstation befunden hatte“.[77]

in Bayern
- im Kloster Indersdorf (Internationales Waisenhaus)
- im Children’s Village Bad Aibling
- im Kinder-Kibbuz von Ansbach im Ortsteil Strüth
- im Hotel Am Forst das Jüdische DP-Kinderlager in der Gemeinde Bayerisch Gmain
- im Strandhotel in Prien am Chiemsee das Jüdische Kinderlager Prien
- im Children’s Center Rosenheim

in Hamburg
- im Ortsteil Blankenese das Warburg Children Health Home

in Hessen
- im hessischen Lindenfels
- auf Schloss Wolfsbrunnen in Schwebda (bei Eschwege)

Während viele dieser Heime ausschließlich jüdische Jungen und Mädchen beherbergten, standen Aglasterhausen und Indersdorf allen von den Nationalsozialisten Verfolgten offen. Ab 1947 übernahm die Nachfolgeorganisation der UNRRA, die International Refugee Organization (IRO), die Verwaltung der DP-Lager.
1947 drehte Fred Zinnemann einen semidokumentarischen Film über das Schicksal vertriebener Kinder nach dem Zweiten Weltkrieg.
Der Film, der hauptsächlich in den Ruinen von Nürnberg gedreht wurde, hatte nicht nur das Schicksal der vertriebenen Kinder und Jugendlichen zum Gegenstand, sondern ließ diese auch ihr eigenes Schicksal spielen. Zinnemann setzte nur wenige professionelle Schauspieler ein, dafür aber über 600 Kinder und Jugendliche, die er auf seinen Recherchereisen durch die DP-Lager und Children’s Centers ausgewählt hatte. Die meisten von ihnen kamen aus dem Kinderlager Bayerisch Gmain, aus dem Kinder-Kibbuz im Ansbacher Stadtteil Strüth, aus dem Children’s Center Rosenheim und dem Children’s Center Kloster Indersdorf.
Zinnemanns Film kam 1948 in die US-amerikanischen Kinos. Eine deutsche Fassung unter dem Titel Die Gezeichneten folgte erst 1961, allerdings mit vielen Abweichungen vom Original.
Im Jahre 2015 drehte Jim G. Tobias den Dokumentarfilm In den Ruinen von Nürnberg. Darin wird die Entstehungsgeschichte von Zinnemanns Film nachgezeichnet, und es kommen auch noch zwei Laiendarsteller zu Wort, die als Jugendliche in dem Film mitgewirkt hatten: porträtierte. Avri Ladany aus Bayerisch Gmain und Joel Feldmann aus dem Kinder-Kibbuz in Ansbacher-Strüth.

### Qualifizierung für ein Leben danach
Für viele Menschen in den DP-Lagern ging es auch darum, sich eine berufliche Zukunft zu sichern. Die Aufgabe, die sich damit stellte, bestand darin, für Personen verschiedener Altersgruppen, unterschiedlicher Bildung und sozialer Herkunft ein Qualifizierungsangebot zu schaffen, das sich gleichermaßen an junge Männer und Frauen ohne ausreichende Grundschulbildung richtete, die ihre Kindheit im KZ verbracht hatten, wie an ehemalige Handwerker oder Kaufleute, die ihren Beruf jahrelang nicht ausüben konnten und nun eine Auffrischung brauchten. Solche Angebote waren vor allem für solche DPs notwendig, die nicht mehr in ihre Herkunftsländer zurückkehren wollten oder konnten und sich auf eine Emigration außerhalb Deutschlands vorbereiten wollten.

#### Landwirtschaftliche Ausbildung
Für jüdische DPs, die auf eine Einwanderung nach Palästina hofften, stand oft der Erwerb von landwirtschaftlichen und gärtnerischen Kenntnissen im Vordergrund. Eine der wenigen Ausbildungsstätten, die das ermöglichte, war der noch im KZ Buchenwald gegründete
- Kibbuz Bialik auf dem Liebhof (Dachau)
- Kibbuz Buchenwald, der ab August 1945 – zunächst auf dem Gelände des KZ Buchenwald, dann auf dem Gehringshof im hessischen Hattenhof (Neuhof) – an die Tradition der Hachschara anknüpfte. Aus ihm ging der gleichnamige Kibbuz in Israel hervor, der heutige Ort Netzer Sereni.
- Kibbuz Haschomer ha Jarden
- DP-Lager Pleikershof und Kibbuz Nili
- Kibbuz Nizanim auf dem Gut Rotschwaige am Rande von Dachau

#### Handwerkliche Qualifikation
Bereits 1945 war es zu einer Vereinbarung zwischen der UNRRA der World ORT (ORT) gekommen, um wo immer möglich Berufsbildungseinrichtungen für DPs einzurichten. Nach Juliane Wetzel gab es 1947 in der US-Zone nicht weni-
ger als 60 ORT-Schulen, 22 davon in München und Umgebung, die Ausbildungsangebote für handwerklichen Berufe innerhalb und außerhalb der Lager anboten.
Seitens der UNRRA beziehungsweise der IRO kam es zur Einrichtung sogenannter Vocational Training Centers (VTC), in denen DPs in mehrwöchigen oder mehrmonatigen Kursen Sprachen erlernen oder handwerkliche Grundkenntnisse als Schreiner, Schlosser, Schweißer oder Schneider. erwerben konnten. VTC bestanden etwa in:
- Altenstadt für den Raum Gauting,
- Arolsen für den Raum Frankfurt;
- Ingolstadt: Zu diesem VTC gibt es bislang nur einen Artikel von Archie S. Lang aus dem Jahr 1951. Lang war damals „Chief, Displaced Populations Branch, OLC Bavaria“.
- Ludwigsburg für den Raum Stuttgart,
- Neuburg an der Donau: In Neuburg bestand ein kombiniertes VTC & Rehabilitation-Center. Das VTC Arolsen wurde 1949 nach hier verlegt.[83]

Das ORT-Programm, das sich ursprünglich vorrangig an jüdische DPs richtete, wurde nach der Gründung des Staates Israel zurückgefahren. Als letzte ORT-Ausbildungsstätte wurde die im Lager Föhrenwald im März 1956 geschlossen. Einrichtungen der ORT bestanden in Deutschland auch in der britischen Besatzungszone und in vielen weiteren europäischen Ländern mit Einrichtungen für jüdische DPs.

#### Akademische Ausbildung
Im DP-Lager Hanau gab es bereits im August 1945 eine Universitätsklasse, die vermutlich auf ein Studium an den zu dieser Zeit meist noch geschlossenen Universitäten vorbereiten sollte. Als die Universitäten in den britischen und amerikanischen Besatzungszonen wieder öffneten, musste sie mindestens zehn Prozent der Studienplätze für Studierende aus dem Kreis der DPs bereitstellen. „In Härtefällen, wozu etwa ehemalige KZ-Insassen zählten, mussten die Universitäten die Immatrikulation auch ohne eine gesonderte Aufnahmeprüfung zulassen.“ Die bislang wenig untersuchte Situation von DPs als Studenten an deutschen Universitäten wurde von Elisa Lecointe am Beispiel der Johann Wolfgang Goethe-Universität Frankfurt am Main dargestellt und von Marcus Velke am Beispiel der Universitäten in Bonn und Köln.
Neben dem Studium an einer deutschen Universität gab es auch besondere Hochschulen für DPS:
- UNRRA-Universität München im Deutschen Museum[86]
- Baltische Universität in Hamburg und später in Pinneberg

Der selber als DP in Frankfurt am Main Zahnmedizin studierende Aron Bernstein verfasste 1950 seine Dissertation über das DP-Lager Hanau, in der er sehr detailliert die gesundheitliche Lage und die Ernährungssituation dieses Lagers während der Jahre 1946 bis 1949 untersuchte.

## DP-Lager außerhalb Deutschlands
Die nachfolgenden Länderübersichten repräsentieren nur eine Auswahl der DP-Lager, die tatsächlich bestanden haben. Für eine erste breitere Überischt sieh die Webseite Displaced Persons Camps (international).

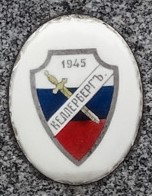
Gedenkabzeichen des Russischen Schutzkorps im Vertriebenenlager Kellerberg, Kärnten

### DP-Lager in Österreich (westalliierte Besatzungszonen)

#### DP-Lager in Linz
In Linz gab es mehrere DP-Lager für jüdische DPs. Laut dem in der Betreuung der DPs involvierten World ORT (ORT) war die Gegend um Linz einer der wichtigen Sammelpunkt für Vertriebene und Flüchtlinge. „In den ersten fünf Jahren nach dem Krieg zogen mindestens 150.000 jüdische DP durch die Region“.
- Linz-Waldegg: Lager Bindermichl[90], auch bekannt als Camp 64. Der World ORT unterhielt hier eine Ausbildungsstätte unterhielt.[89]
- Linz-Spallerhof: DP-Lager am Spallerhof[91]
- Linz-Ebelsberg: Lager „Davidstern“.[90] Hier begann der ORT Mitte 1947 mit Ausbildungslehrgängen als Teil der Vorbereitung der DPs auf die Auswanderung nach Palästina.[89]
- Linz-Kleinmünchen: Lager Wegscheid, Nr. 67, Camp Maurice L. Tyler war ein im Juni 1946 eröffnetes Durchgangslager, das zugleich das größte jüdische Durchgangslager in Österreich war. Es beherbergte etwa 3.000 bis 4.000 Bewohner, für die es auch vom ORT betreute Ausbildungsangebote gab.[89]

#### Übriges Österreich
(Quelle: )
- Admont[93]
- Ansfelden: DP-Lager Haid
- Bad Gastein[93]
- Ebensee[94]
- Feffernitz[95]
- Fürnitz[95]
- Durchgangslager Großwilfersdorf[95]
- Innsbruck-Reichenau: DP-Lager im ehemaligen Lager Reichenau
- Judenburg[95]
- KapfenbergI, II und III[95]
- Kellerberg[95]
- Leibnitz
- Kinderheim Leoben[95]
- Puntigam[95]
- Rottenmann[95]
- Saalfelden am Steinernen Meer: DP-Lager Givat Avoda in der Wallnerkaserne.[96] Siehe dazu auch:
  - Alpine Peace Crossing
  - Krimmler Tauernhaus
- Salzburg-Parsch
- Scheifling[95]
- Straß[95]
- Seeboden-Treffen
- Spittal an der Drau[97]
- Treffling[95]
- Trofaiach[98]
- Villach-St. Martin[95]
- Wagna[95]

### DP-Lager in Frankreich
In Frankreich wurden seit dem Winter 1944/45 rund 50 DP-Camps eingerichtet. Die ersten Camps entstanden in
- Belfort
- Bitche
- Boulay
- Charleville
- Colmar
- Forbach
- Givet
- Hagenau
- Hazebrouck
- Hirson
- Jeumont
- Lille
- Longuyon
- Metz
- Maubeuge
- Mézières
- Mülhausen
- Niederbronn
- Sarrebourg
- Sarreguemines
- Saint-Avold
- Straßburg
- Thionville
- Valenciennes
- Weißenburg

1947 existierten noch mindestens 45 DP-Camps.

### DP-Lager in Italien
- Alatri: DP-Lager im ehemaligen Konzentrationslager Fraschette
- Bari: DP-Lager Bari
- Bozen: DP-Lager im ehemaligen Durchgangslager Bozen
- Carpi-Fossoli: DP-Lager im ehemaligen Durchgangslager Fossoli
- Pisticci: DP-Lager im ehemaligen Konzentrationslager Pisticci
- Tarsia: DP-Lager im ehemaligen Internierungslager Ferramonti di Tarsia